# Jean Teyrouz
Jean Teyrouz ou Jean Teyrouzian ou Hovhannes Teyrouzian, né le 6 mai 1941 à Alep en Syrie, est un éparque de l'église catholique arménienne, éparque émérite de l'éparchie Sainte-Croix-de-Paris des Arméniens depuis 2018.

## Repères biographiques
Après ses études primaires et secondaires à Alep, il rejoint le petit séminaire de l'Institut du clergé patriarcal de Bzommar puis il poursuit se formation universitaire à Rome où il suit les cycles de philosophie puis de théologie de sa formation sacerdotale à l'université pontificale grégorienne où il obtient son baccalauréat de théologie en 1964.
Il est ordonné prêtre le 24 décembre 1965 pour l'Institut du clergé patriarcal de Bzommar.
De retour en Syrie il est sous-directeur de l'école éparchiale d'Alep en 1966, puis il assure diverses fonctions tant pastorales qu'académiques au Liban.
Il rejoint Bzommar où il exerce différentes fonctions au couvent Notre-Dame de Bzommar, notamment celle de recteur du petit séminaire.
Au début des années 1980, il reprend des études à l'université Saint-Joseph de Beyrouth où il obtient une maîtrise en sociologie en 1981.
Il exerce ensuite une charge de curé au Vénézuela.  De retour au Liban, il assure la responsabilité de plusieurs associations en lien avec la jeunesse, en particulier du mouvement scout.
Le 27 septembre 2000, il est nommé évêque titulaire de Mélitène des Arméniens (de) et évêque de la Curie patriarcale de Cilicie. Il est consacré le 25 mars suivant par Nersès Bédros XIX Tarmouni, patriarche de Cilicie des Arméniens, avec comme co-consécrateurs Boutros Marayati (de) et Joseph Arnaouti (de).
Le 2 février 2013, il est nommé évêque par le pape de Benoît XVI de l'éparchie Sainte-Croix-de-Paris des Arméniens.
Le 23 juin 2018, le pape François accepte sa démission et nomme Élie Yéghiayan pour lui succéder.